# Na-dene

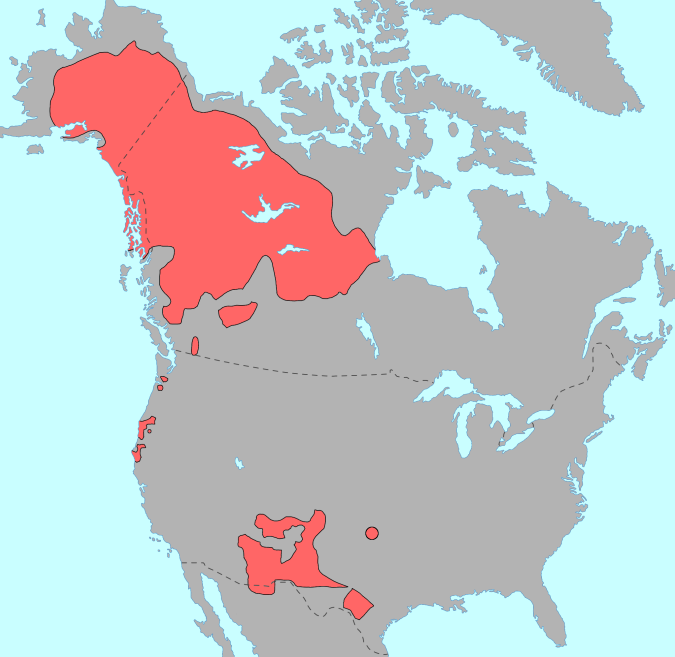
Regioner där na-dene-språk talas.

Na-dene, eller athabaskan-eyak-tlingit-språk, är en språkfamilj från Nordamerika som består av den athabaskiska språkfamiljen tillsammans med språken eyak, tlingit, och eventuellt också haida.
Tillsammans med amerindiska språk och eskimåisk-aleutiska språk är na-dene en av de tre komponenterna i Joseph Greenbergs kontroversiella klassificering av indianspråken i Amerika. Na-dene kan eventuellt vara besläktade med de jenisejiska språken som talas i Sibirien, en hypotes som menar att dessa familjer skulle ingå i den större dené–jenisejiska språkfamiljen.
Språkfamiljen består av 46 språk:
- tlingit
- athabaskan-eyak-språk (45 språk)